# Irena Strzelecka
Irena Maria Strzelecka (ur. 4 stycznia 1940 w Przemyślu, 31 maja 2017 w Oświęcimiu) – polska muzealniczka i publicystka, starszy kustosz Państwowego Muzeum Auschwitz-Birkenau w Oświęcimiu.

## Życiorys
Ukończyła historię na Uniwersytecie Jagiellońskim w Krakowie. W połowie lat 60. XX wieku podjęła pracę w Państwowym Muzeum Auschwitz-Birkenau w Oświęcimiu. Podczas 40-letniej pracy w muzeum zajmowała się pracami badawczymi, obejmującymi m.in. historię podobozów KL Auschwitz-Birkenau w Gliwicach, Prudniku, Łagiewnikach, Chorzowie, Zabrzu i Czechowicach-Dziedzicach, historię obozów: męskiego i żeńskiego, obozowych szpitali, eksperymentów medycznych oraz stosowanych w obozie kar i tortur. Zrekonstruowała historię pierwszego transportu Polaków do obozu z dnia 14 czerwca 1940 roku.
Była autorką ok. 30 publikacji z dziedziny historii obozu i współautorką jego monografii pt. "Auschwitz 1940-1945. Węzłowe zagadnienia z dziejów obozu", wydanej w 1995 roku. Wraz z Franciszkiem Piperem kierowała zespołem opracowującym "Księgi pamięci" - serię obejmującą transporty polskich więźniów politycznych do obozu z czterech dystryktów: warszawskiego, krakowskiego, radomskiego i lubelskiego Generalnego Gubernatorstwa (2000-2009). Publikowała w „Zeszytach Oświęcimskich”, „Przeglądzie Lekarskim – Oświęcim” oraz w ramach serii „Głosy Pamięci”.
Za swe zasługi została uhonorowana m.in. Srebrnym Krzyżem Zasługi (1997) i Krzyżem Kawalerskim Orderu Odrodzenia Polski (2002).